# Corrientes (Schiff, 1881)
Die Corrientes war ein Frachtschiff mit Passagiereinrichtungen, das 1881 von  Mitchell in Newcastle für die Hamburg-Südamerikanische Dampfschiffahrtsgesellschaft (Hamburg Süd) gebaut wurde.

## Lebenslauf
Die Corrientes  lief im September 1881 bei der Werft Charles Mitchell and Company vom Stapel und wurde im November des gleichen Jahres von der Hamburg Süd in Dienst gestellt. Im November 1881 erfolgte ihre erste Reise von Hamburg nach Santos. Am 29. April 1890 strandete die Corrientes vor Montevideo.

## Technische Beschreibung
Mit einer Länge von 86,95 m, Breite von 10,86 m war die Corrientes mit 1.938 BRT vermessen. Zur Dampferzeugung  hatte sie zwei Zylinderkessel. Zum Antrieb diente eine Compound-Dampfmaschine von Wallsend mit einer indizierten Nennleistung von 900 Psi. Damit erreichte die Corrientes eine Geschwindigkeit von 10,5 Knoten.
Es standen Passagiereinrichtungen für 30 Passagiere der 1. Klasse und 260 Passagiere im Zwischendeck zur Verfügung. Außerdem waren Einrichtungen für 38 Besatzungsmitglieder vorhanden.